# Fashion Is My Kryptonite
Fashion Is My Kryptonite è una canzone delle cantanti statunitensi Bella Thorne e Zendaya, pubblicata il 20 luglio 2012 come singolo promozionale dell'EP Made in Japan.

## Il brano
Si tratta di un brano teen pop e elettropop suonato in chiave di Sol maggiore a tempo di 125 battiti al minuto. La canzone è stata eseguita durante il doppio episodio di A tutto ritmo, chiamato A tutto ritmo - In Giappone, visto da 4,5 milioni di spettatori. Bella Thorne e Zendaya si sono esibite nello speciale di Disney Channel Make Your Mark. Zendaya ha eseguito questa canzone senza Thorne alla festa del suo 16º compleanno. Inoltre, ha anche incluso la canzone nella scaletta del suo tour di debutto, Swag It Out Tour. Il brano ha raggiunto la seconda posizione della classifica statunitense Billboard Kid Digital Songs.

## Nomination
| Titolo                    | Anno | Categoria        | Risultato  | Note  |
| ------------------------- | ---- | ---------------- | ---------- | ----- |
| Radio Disney Music Awards | 2013 | Best Music Video | Nomination | [ 4 ] |

## Classifiche
| Classifica (2012)    | Posizione massima |
| -------------------- | ----------------- |
| US Kid Digital Songs | 2                 |